# Jibou
Jibou (Ausspracheⓘ; veraltet Jibău oder Șibău; deutsch Siben, ungarisch Zsibó) ist eine Kleinstadt im Kreis Sălaj im Kreischgebiet in Rumänien.

## Geographische Lage
Jibou liegt am Fluss Someș, etwa 25 Kilometer nordöstlich der Kreishauptstadt Zalău, mit der sie über den drum național 1H und der Kreisstraße (drum județean) DJ 108A verbunden ist.

## Geschichte
Jibou wurde erstmals 1205 urkundlich erwähnt und 1968 zur Stadt erhoben.

## Sehenswürdigkeiten
- Der Botanische Garten mit über 5000 Pflanzenarten auf einer Fläche von etwa 25 Hektar wurde 1968 eröffnet.[5]

## Persönlichkeiten
- Nikolaus Wesselényi (1796–1850), Großgrundbesitzer, Politiker

## Städtepartnerschaften
Die Partnerstadt von Jibou ist seit August 1992 Glauchau in Sachsen.